# Werther Dell'Edera
Werther Dell’Edera (Bari, 1975) è un fumettista italiano.

## Biografia
Dopo il diploma al liceo classico si trasferisce a Roma dove frequenta la Scuola Romana dei Fumetti. Esordì come disegnatore nel 2003 realizzando la miniserie Road's End, edita dalla Magic Press, alla quale seguirono le collaborazioni con la Eura Editoriale alle serie regolari Detective Dante e John Doe. Inizia poi a collaborare anche con editori statunitensi per i quali realizza inizialmente la serie western Loveless scritta da Brian Azzarello e pubblicata dalla Vertigo; seguono, sempre della Vertigo, collaborazioni alle serie House of Mystery, Greek Street e quelle del personaggio di John Constantine; lavora anche con la Marvel Comics per la quale ha collaborato a varie serie oltre a realizzare graphic novel come Spider-Man: Family Business. In Italia avvia una collaborazione con la Sergio Bonelli Editore alle serie Orfani e Dylan Dog e alla collana Le storie. Su testi di Tiziano Sclavi realizza nel 2019 il romanzo a fumetti Le voci dell'acqua edito in Italia da Feltrinelli. Dal 2019 è co-creatore insieme a James Tynion IV della serie Something Is Killing the Children, per la casa editrice Boom!Studios, questa serie vince nel 2022 il premio Eisner come miglior storia a puntate.

## Riconoscimenti
- Miglior copertinista italiano a Treviso Comic Book Festival - Premio Boscarato 2018[7]
- Miglior disegnatore italiano al Premio Coco 2019[8]
- Miglior disegnatore italiano a Lucca Comics & Games - Gran Guinigi 2021[9]